# Útok vozidlem

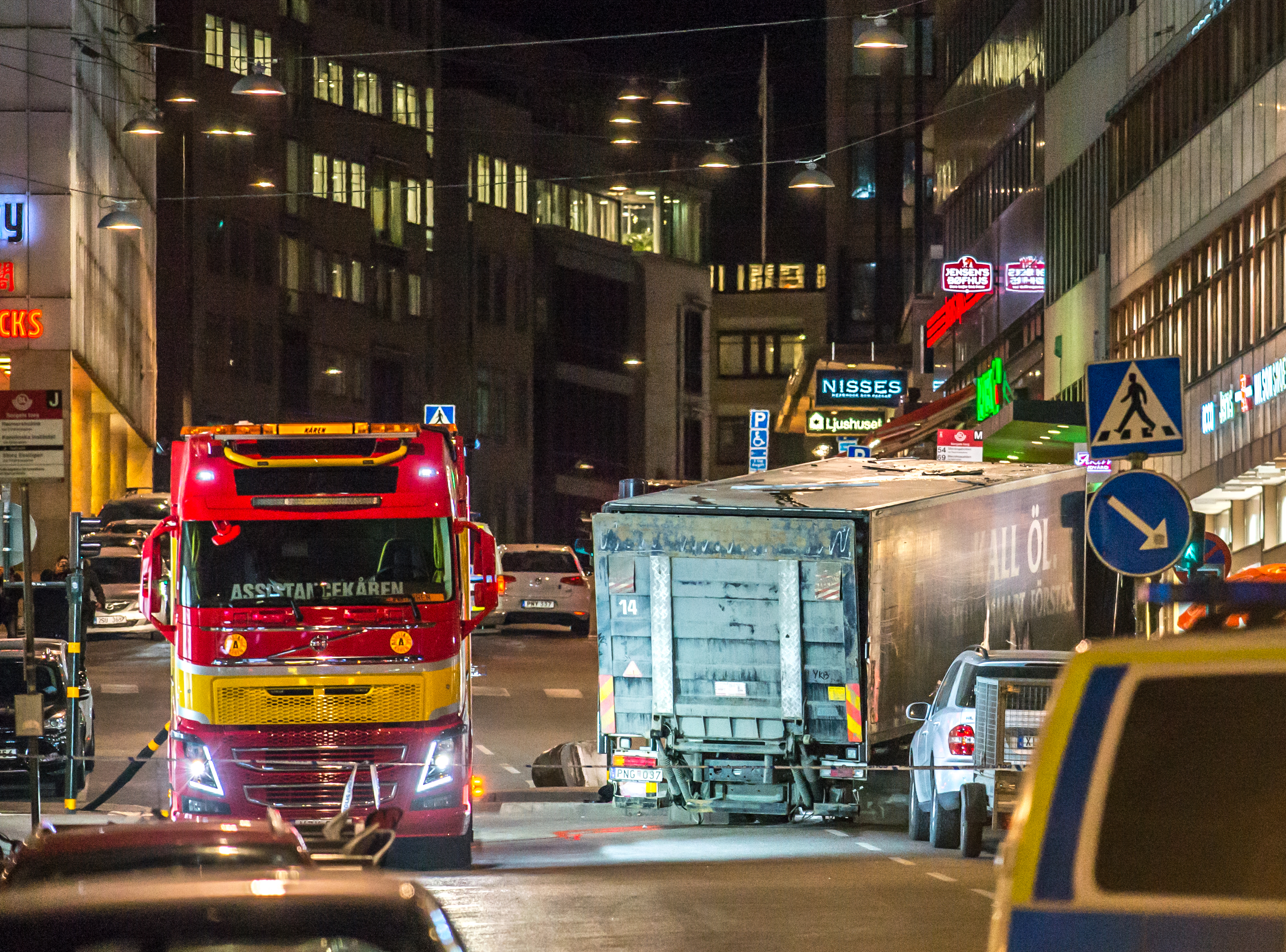
Následky útoku kamionem ve Stockholmu roku 2017

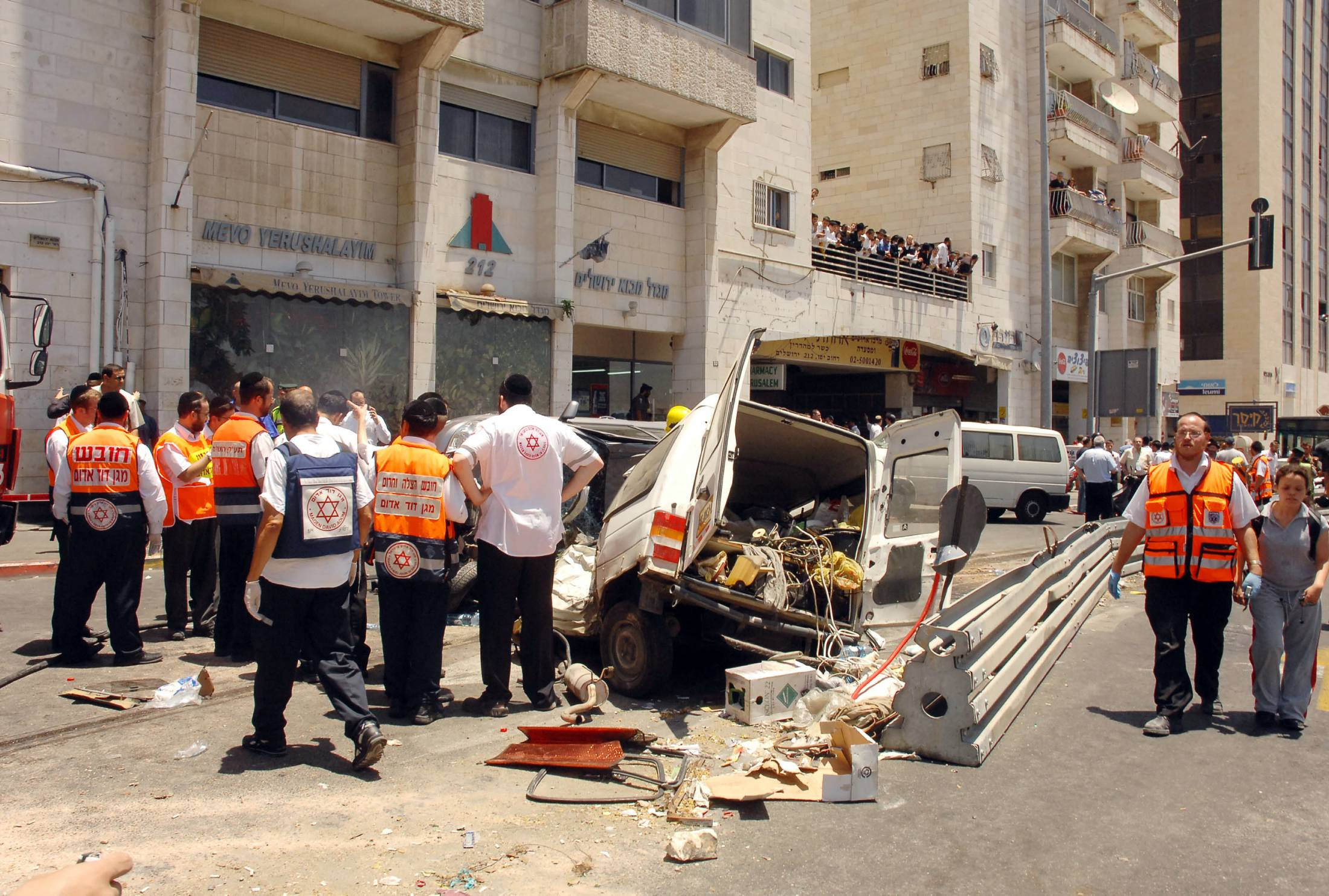
Následky útoku buldozerem v Jeruzalémě roku 2008

Útok vozidlem je taktika, kdy je silniční vozidlo použito jako zbraň. Jedná se o situaci, kdy pachatel úmyslně narazí vozidlem do budovy nebo jiného vozidla, nebo úmyslně najede na člověka či skupinu lidí, resp. do davu. Použitým vozidlem je typicky automobil – ať už osobní, dodávka či nákladní automobil – nicméně vyskytují se i případy využití jiných vozidel, jako jsou buldozery a bagry. Automobily jsou velmi snadno k získání podobně jako nože, ale zatímco nůž může vyvolat podezření, pokud je u někoho nalezen, automobily jsou běžnou součástí každodenního života a při použití k útoku mají potenciál zranit či usmrtit velké množství lidí.
Úmyslné najetí vozidlem do davu lidí je taktika používaná teroristy, v 10. letech 21. století se jednalo o jeden z nejčastějších způsobů spáchání teroristického útoku, protože na jeho uskutečnění není potřeba zvláštních schopností a zkušeností a má potenciál způsobit velké ztráty na životech. Jde o bojovou taktiku méně smrtící než sebevražedný bombový útok, které ale může být složitější zabránit. Případy útoků automobilem zařaditelné mezi teroristické útoky jsou spojené především s násilnými odnožemi islamismu v Evropě a s krajní pravicí v USA.[zdroj?] Silniční vozidla byla také použita útočníky k násilnému vniknutí do uzamčených areálů či budov, kde následně spáchali bombový útok, jako byl např. útok v obci Saint-Quentin-Fallavier v jihovýchodní Francii.
Dalším případem útoků vozidlem jsou např. extrémní případy agresivity za volantem (anglicky road rage). Některé případy jsou připisovány i psychickým poruchám u řidičů, kteří takový útok spáchali.

## Terorismus
Podle amerického Federálního úřadu pro vyšetřování (anglicky Federal Bureau of Investigation) získala tato taktika na popularitě, protože „Útok vozidlem nabízí teroristům s omezeným přístupem k výbušninám a zbraním možnost provést vnitřní útok s minimální přípravou či zkušenostmi.“ Daveed Gartenstein-Ross, výzkumník v oblasti boje proti terorismu u neziskové Nadace pro obranu demokracií (anglicky Foundation for the Defense of Democracies), sdělil internetovému časopisu Slate, že tato taktika je v Izraeli na vzestupu, protože „Izraelská bezpečnostní bariéra je celkem účinná, tudíž je těžké do země dostat výbušniny.“ V roce 2010 anglickojazyčný internetový časopis Inspire (vytvořený militantní islamistickou skupinou Al-Káida na Arabském poloostrově (anglicky Al-Qaeda in the Arabian Peninsula)) naléhal na mudžáhedíny, aby si vybírali místa, kde jsou „pouze chodci“ a aby udělali vše pro to, aby nabrali co nejvyšší rychlost před najetím do davu, aby „dosáhli co nejvyššího možného krveprolití“.
Útoky vozidlem mohou být uskutečněny terorističtími vlky-samotáři, kteří se nechali inspirovat nějakou ideologií, ale kteří neoperují v rámci nějakého konkrétního politického hnutí či skupiny. Jacob Siegel píšící pro The Daily Beast prohlásil, že pachatel útoku ve městě Saint-Jean-sur-Richelieu v provincii Québec v Kanadě 20. října 2014 by mohl být „typ teroristy, který by Západ mohl do budoucna vídat mnohem častěji“; podle Briena Jenkinse z Rand Corporation je pro tento druh teroristů přesnější používat výraz „toulavý pes“ než „vlk-samotář“. Ten je popisuje jako osoby, které nezapadají do žádné konkrétní skupiny a kteří se po vystavení islamistické propagandě rozhodnou zaútočit. V roce 2014 vydal Islámský stát (ISIL) propagandistické video, které povzbuzovalo své francouzské přívržence k útokům na civilisty za použití automobilu.
Podle Clintona Wattse z amerického Výzkumného ústavu zahraniční politiky (anglicky Foreign Policy Research Institute), kde je vedoucím pracovníkem a expertem na terorismus, starší model organizace teroristických útoků, kdy členové skupin jako je Al-Káida před samotným útokem společně plánovali a trénovali, zanikl kolem roku 2005 kvůli zvýšenému dozoru západních bezpečnostních sborů a agentur. Podle něj je Anwar al-Awlaki, imám narozený ve Spojených státech, klíčový v tomto posunu, promlouvá k anglicky mluvícím lidem v jejich jazyce a nabádá je k „provádění vlastního terorismu a setrvání na místě“.
Jamie Bartlett, který vede Program o násilí a extrémismu (anglicky Violence and Extremism Program) u britské expertní skupiny Demos vysvětluje, že „internet během posledních let zvýšil jak možnosti, tak i pravděpodobnost teroristických vlků-samotářů,“ zásobující osamocené jedince ideologickými názory a metodami. Pro úřady v západních zemích je situace ještě horší v tom, že útokům vozidlem je těžké zabránit (typickým příkladem je útok v Saint-Jean-sur-Richelieu v kanadské provincii Québec, kdy kanadská policie identifikovala útočníka ještě před spácháním činu, zabavila mu pas a spolupracovala s jeho rodinou a přáteli, aby ho odklonili od Džihádu), protože „je velmi těžké přesně určit, co má jedinec v plánu předtím, než k činu dojde. Nemůžeme někoho zatknout jenom proto, že má radikální názory; v Kanadě to není protizákonné.“
Podle globálně působící americké bezpečnostní agentury Stratfor je tato taktika méně smrtící než sebevražedný bombový útok, ale mohla by se ukázat jako hůře zamezitelná. Odborníci vidí jakousi světlou stránku v ignoranci a neschopnosti u většiny teroristických vlků-samotářů, kterým se často podaří způsobit jen velmi nízké ztráty na životech.

## Útoky na protestující v USA
V souvislosti s rozvojem protestů hnutí Black Lives Matter se zhruba od roku 2014 ve Spojených státech zásadně navýšil počet útoků tohoto typu směřovaného proti účastníkům protestů. Jen mezi lety 2014 a 2017 se jednalo o cca 100 útoků. Většina z nich se nicméně obešla bez ztrát na životech, častá jsou ale zranění různé závažnosti. Většinou byly tyto útoky spáchány jednotlivci a nebyly součástí koordinovanější akce. Motivace k těmto činům byly různé – od plánovaných útoků, které je možné klasifikovat jako teroristické činy, přes víceméně nahodilé případy útoků z nenávisti až po případy spíše náhlých zkratů. Značná část útoků byla nicméně spojena s politickou orientací na krajní pravici. Zásadní je z hlediska dopadů i medializace především útok automobilem v Charlottesville.

### Pokusy o legalizaci
Útok vozidlem je někdy obhajován jako způsob vypořádání se s protestujícími blokující americké pozemní komunikace. Dva policisté byli postaveni mimo službu a propuštěni v lednu a červnu roku 2016 kvůli šíření takovýchto rad v souvislosti s demonstracemi hnutí Black Lives Matter, které byly někdy narušeny automobily. Severodakotský státní zákonodárce Keith Kempenich se neúspěšně pokusil prosadit zákon, který by zajistil ochranu řidičům, kteří by omylem svým autem srazili aktivisty. Tento zákon se snažil prosadit poté, co jeho tchyně byla zastavena lidmi, kteří protestovali proti projektu podzemního ropovodu jménem Dakota Access Pipeline; tennesseeský senátor Bill Ketron se pokusil prosadit podobný zákon poté, co muž najel do skupiny lidí protestujících proti Donaldu Trumpovi. Podobné zákony byly předloženy ve státech Florida a Texas. Po shromáždění bílých šovinistů ve městě Charlottesville ve Virginii pojmenované Unite the Right rally, během kterého byl při útoku vozidlem zabit antifašistický protestující, zpravodajská média Fox News a The Daily Caller smazala videa, která pobízela k projíždění autem skrz davy protestujících lidí.

## Bezpečnostní opatření

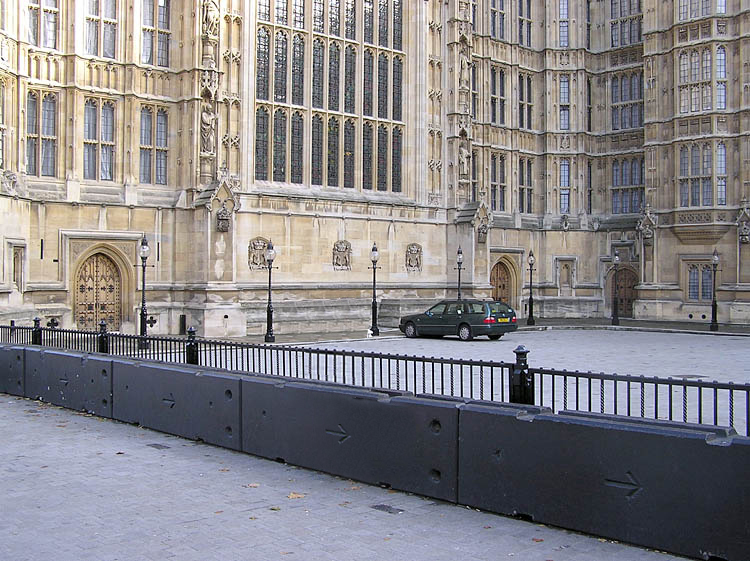
Bezpečnostní opatření na ochranu budov parlamentu v Londýně. Tyto kvádry betonu jsou navrženy tak, aby zabránily najetí automobilového výbušného (či jiného) zařízení do budovy

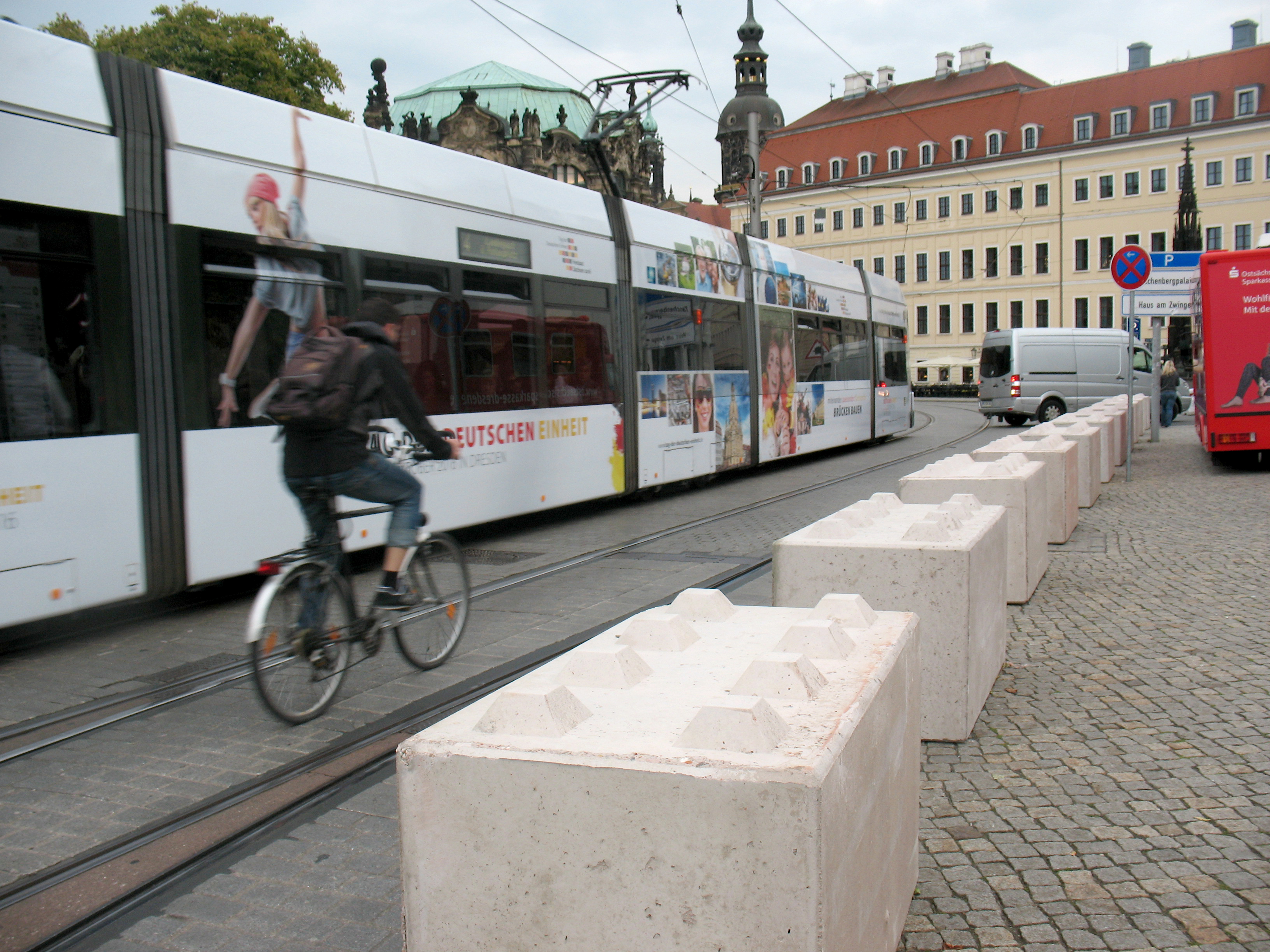
Bloky betonu v centru německého města Drážďany roku 2016 během oslav Dne německé jednoty (německy Tag der Deutschen Einheit)

23. října 2014 americký Národní ústav stavebních věd (anglicky National Institute of Building Sciences) aktualizoval své Směrnice pro navrhování budov (anglicky Building Design Guideline), konkrétně modely zahrazovacích sloupků odolné vůči nárazu a útoku. Tyto směrnice mají pomoci odborníkům při navrhování zahrazovacích sloupků sloužících k ochraně lidí, budov, areálů a zařízení před řidiči motorových vozidel, kteří mají v úmyslu spáchat teroristický útok, poškodit majetek či způsobit ztráty na životech u civilních či vojenských osob. Americká advokátní komora (anglicky American Bar Association) doporučuje použití zahrazovacích sloupků jakožto účinnou ochranu před útoky vozidlem.
Bezpečnostním zahrazovacím sloupkům je připisována minimalizace následků teroristického útoku na letiště v Glasgow roku 2007, dále také zabránily útoku vozidlem v izraelské osadě Alon Švut roku 2014, kdy se pachatel nejdříve pokusil svým automobilem najet do davu lidí čekajících na autobusové zastávce / zastávce autostopu a poté, co byl jeho úmysl zmařen, se místo toho rozhodl zaútočit nožem. Nicméně berlínský policejní velitel Klaus Kandt uvedl, že zahrazovací sloupky by nezabránily útoku kamionem na vánočních trzích v Berlíně roku 2016 a že nutná bezpečnostní opatření by musela být „různá, komplexní a měla by daleko od univerzálního řešení“.
Německé město Münster plánuje instalaci bezpečnostních zahrazovacích sloupků na veřejných prostranstvích jakožto reakci na útoky vozidlem v evropských městech (včetně útoku kamionem v Berlíně). Zatímco takovýmto způsobem lze chránit pouze vybraná místa, prudké zatáčky a ulice s omezenou šířkou mohou zabránit větším vozidlům nabrat rychlost před nárazem do překážky.
Moderní automobily s řízením drive-by-wire připojené k internetu mohou být potenciálně dálkově hacknuty a použity k útoku. V roce 2015 hackeři na dálku unesli automobil značky Jeep ze vzdálenosti 16 kilometrů a najeli s ním do příkopu. Opatření v kybernetické bezpečnosti automobilů na ochranu před podobnými případy jsou často kritizována jako neúčinná.[zdroj?]